# Páka
Páka község Zala vármegyében, a Lenti járásban, a Zalai-dombság területén, a Göcsejben.

## Fekvése
Zala vármegye nyugati részén, Lentitől délkeletre fekvő település, amelyen a Borsfa–Lenti (Mumor) közti 7537-es út halad végig, illetve itt ér véget a 7543-as út is, az előbbibe beletorkollva.
A környező települések közül Lenti 11, Csömödér 3, Kányavár 5, Szécsisziget 6, Csesztreg 20, Rédics pedig 16 kilométer távolságra található.

## Nevének eredete
Az elnevezés eredete bizonytalan. Egyes források szerint a közeli Alsó-Válicka neve a középkorban Páka volt, ezt később a torkolatánál fekvő településre is használni kezdték. Egy másik magyarázat a szláv eredetű, erős, hatalmas jelentésű Pak személynévből származtatja.

## Története
A település első említése 1389-ből ismert, a 14–15. században a hegyesdi várhoz tartozott. A pákai uradalom része volt Szentpéterfölde, Pördefölde, Vétyem, Dömefölde, Csömödér, Hernyék, Alsó- és Felsőzebecke, valamint Ortaháza.
1431-ben Széchenyi László tulajdona volt, de még abban az évben elzálogosították a Rozgonyiaknak. 1440-ben a birtokot elvesztették, Erzsébet királyné hűtlenség vádjával elkobozta, majd Zágorhidai Demeternek juttatta a pákai kastélyt és tartozékait. Néhány év múlva azonban, 1447-ben azonban már a Széchényiek és a Perényiek voltak a vár tulajdonosai. A következő évben a Szécsiek adták részüket zálogba. 1457-ben Újlaki Miklóssal szemben a Bánffyak szerezték meg egy részét. Páka ebben az időben is jelentős település, oppidum, azaz mezőváros volt. 1541-ben a zalavári konvent a pákai plébánosnak, Gergelynek adományozott egy malomhelyet, egyébként Bánffy Lászlónak 12 portája volt a faluban. 1545-ben Nádasdy Tamás az oppidum felét zálogba vette Pukhain Dorottyától, Erdődy Péter feleségétől.
1561-ben I. Ferdinánd megerősítette azt a Zrínyi Miklós szigetvári főkapitány és Erdődy Péter között 1557-ben létrejött egyezséget, amely szerint Erdődy a Vas vármegyében levő Mogyorókerék várat, Vörösvár castellumot, valamint a zalai Katar castellumot és Páka várost tartozékaival együtt átadta a Zágráb vármegyei Medve váráért és a Kőrös vármegyei Rokonok castellumáért. A csere érvényes volt, Báthori András országbíró be is iktatta az új tulajdonost. A település jelentőségét nem elsősorban lakosainak száma mutatta, bár az sem volt kicsi: 1598-ban 24 házat laktak. Ennél fontosabb, hogy Páka pertinenciához 1631 ház tartozott. A legtöbb, 1159 ház a Bánffyaké volt. Megélhetését a mezőgazdaság és a kézművesség biztosította.
Ezt a fejlődést akasztotta meg a török megszállás. A Kanizsa elestéig lényegében biztonságos területen levő város ezután a portyázó seregek mindennapos pusztításait volt kénytelen elszenvedni. A végvárrendszer megvédeni nem tudta.
A középkori temploma is ekkor pusztult el. Annak ellenére, hogy 1121-ben már oklevél említi a Szent György tiszteletére emelt templomot, 1334.évi zágrábi lajstromban mégsem szerepel a község neve. A mezővárosi rangú település és vár plébániája 1501-ben a bekcsényi főesperességhez tartozott, és a Péter nevű plébános mellett két káplán is működött.
A török feldúlta ugyan a helységet, de teljesen lakatlanná sohasem lett. 1652-ben Batthyány Ádám rendeletére házanként 20 szál fát kellett adni a Lenti végvár erősítéséhez. Páka 140 szálat adott. Az 1690-ben készült jövedelem-összeírás malomról, szőlőtermésről tudósít. Leírja, hogy a terület török földesura nagy Mehmet, akinek évi 10 forintot, a szultánnak 7 forintot kellett fizetni, ezenkívül természetbeli szolgáltatásokkal is tartoztak. Az 1698-as feljegyzés szerint Pákán egy Szent György templom létezett, amelynek már csak alapjai vannak meg. A Bánffyak magvaszakadta, majd az örökös Nádasdy Ferenc felségárulás miatti fő- és birtokvesztése nyomán a kincstáré lett az oppidum. Az alsólendvai-lenti uradalomhoz és a csörnyeföldi judicatushoz tartozott. 1690-ben Eszterházy nádor több más valaha Bánffybirtokkal együtt megvette.
A területen kétnyomásos gazdálkodást folytattak.
1698-ban is állt plébániája, bár a templom romos állapotú volt. Két káplánja a török által elpusztított Szent Adorján és Szent Lőrinc filiát is gondozta. A 16. századból licenciátus működéséről is tudunk. 1705-től vannak meg az anyakönyvei és név szerint ismertek plébánosai. Akkoriban 17 filiális község tartozott hozzá. 1720-ban romos templom maradványai fölött újra téglával építettek, javítottak, de elég rossz állapotban állt a templom ennek ellenére.Feljegyezték, hogy a központban a nép katolikus, a külső részeken még 18 "eretnek" van. Egy 1719-ben született irat Pákát már nem oppidumként, hanem possessióként említette. Ez kétségtelenül a település jelentőségének csökkentését mutatja. Szent Péter és Pál tiszteletére épült torony nélküli templomát 1722-ben benedikálták, 1741-ben újjáépítették.
1747-ben már ismét oppidumként szerepelt a település, ahol Szent Péter és Pál tiszteletére szentelt templom van, mellette paplakkal, a templom körül temetővel. A papról érdekes leírás van: filozófiát Zágrábban, teológiát Bolognában tanult. A templom kegyura herceg Eszterházy Miklós volt. 1763-ban a templomot megnagyobbították és 1776-ban Cimbal festményével ékesítették. A torony a templom nyugati oldalán épült fel zsindelytetővel, Esterházy Miklós, Erdődy Lajos és a hívek közreműködésével. 1778-ban a község híveinek száma 549, az egész plébánia területén pedig 3491 hívő élt. A fából épült plébániaház akkor romos volt, de 1830-ban állt már a tégla épület. 1774-ben a pákai plébániához 18 falu tartozott. Pákán 26 keresztelés, 42 temetés és 7 esketés volt. A tanítót Mialkó Józsefnek hívták, a faluban 6 tanítványa volt. A bábaasszonyok Kocsis Katalin és Tóth Éva voltak.
A 18. század végi gazdálkodásról ad képet az a feljegyzés, hogy a hatalmas kiterjedésű irtásföldeket az Eszterházy hercegi uradalom zsellérekkel műveltette, akiktől csak évi 18 nap robotot kért, de adott esetben 30-40 holdat is műveltek családonként.
1793-ban 606, 1802-ben 666 lakosa volt.
1828-ban az úrbéres faluban a művelést két egyenlő nagyságú vetésforgóval oldották meg, búzát, rozst és kukoricát vetettek. A hercegi uradalomnak kilencedet és tizedet természetben adtak. A szőlők után hegyvámot és tizedet fizettek. Egy kovács és egy mészáros dolgozott a faluban.
Az 1848-as forradalom után súlyos terheket viselő egykori jobbágyok Páka és a szomszédos települések (Csömödér, Zebecke, Kissziget, Ortaháza, Várfölde, Bánokszentgyörgy, Dömefölde, Oltárc, Tolmács) lakói az irtásföldekről megtagadták a tizedet, és hegyvámot sem fizettek.
A 20. század első felében a novai járáshoz tartozó körjegyzőség, anyakönyvi székhely és körorvosi központ. 1925-ben 3 vegyeskereskedés, 3 kocsma, 7 cipész, 2 asztalos és 1 szabó működött. A katolikus elemi iskola két tantermében két tanító dolgozott. Fontos szerepet látott el a Hangya fogyasztási szövetkezet és gazdakör is. Volt egy nyersolajjal hajtott és egy vízimalom.
A legnagyobb birtokos, herceg Eszterházy Pál 917 hold és Imreh György, pördeföldei birtokos 155 hold fölött rendelkezett. Ugyanakkor a 211 legszegényebb embernek összesen csak 105 hold területe volt.
A második világháború után nagy veszteség érte a falut: 31 hősi halott katona, elhurcolt, meggyilkolt zsidó és ártatlanul megölt polgári áldozata volt a szörnyű időknek. A földosztáskor 73 személy kapott földet a nagybirtokokból. 1949-ben az 1471 hektár területű településen, 242 lakóházban 1206 fő lakott. Autóbusz-összeköttetése 1950-től van. Az 1960-as évektől dinamikusan fejlődött a község. Sorban épültek az új utcák. A "Boldogulás Útja" termelőszövetkezetben 251 tag dolgozott, 1529 holdon. Mindezek ellenére sokan jártak el távoli munkahelyekre, Lentibe, az olajiparba, Zalaegerszegre. Központi szerepét erősítette, hogy volt állatorvos, körzeti orvos, gyógyszertár, emellett 5 cipész, szabó, fodrász, asztalos, kőműves, ács szakmunkás dolgozott. A KTSZ-ben asztalos-, kárpitos- és ruhaüzem volt. Az ellátást önkiszolgáló élelmiszerbolt biztosította.
Általános iskolája a modernizálás után a környék legjobban felszerelt intézménye lett. A rendszerváltás után az infrastruktúra sokat javult. 1992-ben elkészítették a település címerét.

## Közélete

### Polgármesterei
- 1990–1994: Farkas István (független)[3]
- 1994–1998: Farkas István (független)[4]
- 1998–2002: Rudas Miklós (független)[5]
- 2002–2006: Rudas Miklós (független)[6]
- 2006–2010: Molnár László (független)[7]
- 2010–2014: Lukács Tibor (független)[8]
- 2014–2019: Lukács Tibor (független)[9]
- 2019–2024: Lukács Tibor (független)[10]
- 2024– : Kása Ádám (független)[1]

## Népesség
A település népességének változása:
| Lakosok száma | 1156 | 1154 | 1140 | 1101 | 981  | 967  | 945  |
|               | 2013 | 2014 | 2015 | 2021 | 2022 | 2023 | 2024 |

A 2011-es népszámlálás idején a nemzetiségi megoszlás a következő volt: magyar 96,5%, cigány 2,67%, német 0,4%. A lakosok 76,7%-a római katolikusnak, 0,87% reformátusnak, 2% felekezeten kívülinek vallotta magát (20% nem nyilatkozott).
2022-ben a lakosság 94,1%-a vallotta magát magyarnak, 4,2% cigánynak, 1,8% németnek, 0,1% románnak, 0,1% bolgárnak, 0,1% ukránnak, 0,9% egyéb, nem hazai nemzetiségűnek (5,4% nem nyilatkozott; a kettős identitások miatt a végösszeg nagyobb lehet 100%-nál). Vallásuk szerint 63,7% volt római katolikus, 1% református, 0,1% görög katolikus, 0,1% ortodox, 0,3% egyéb keresztény, 1,8% egyéb katolikus, 5,8% felekezeten kívüli (27,1% nem válaszolt).

## Ismert személyek

### Pákán születtek
- Öveges József (1895–1979) fizikus piarista tanár, közismertségét fizikai kísérleteket bemutató televíziós ismeretterjesztő sorozatának köszönhette.
- Németh Károly (1922–2008), az MSZMP főtitkárhelyettese (1985–87), a Magyar Népköztársaság Elnöki Tanácsának elnöke (1987–88).
- Balázs István (1902–1976) színművész.

## Nevezetességei
- Római katolikus templomában eredeti Johann Ignaz Cimbal[13]-freskók és barokk faszobrok
- Határában középkori vár alapfalai
- Öveges József szülőháza[14]
- Háromszenteki kápolna
- Csömödéri Állami Erdei Vasút

## A település az irodalomban
- Érintőlegesen szerepel a település Bödőcs Tibor humorista első regényében, a zalai vidéki helyszínek sokaságát felvillantó Meg se kínáltak című kötetben (a 36. fejezetben).